# Klaka

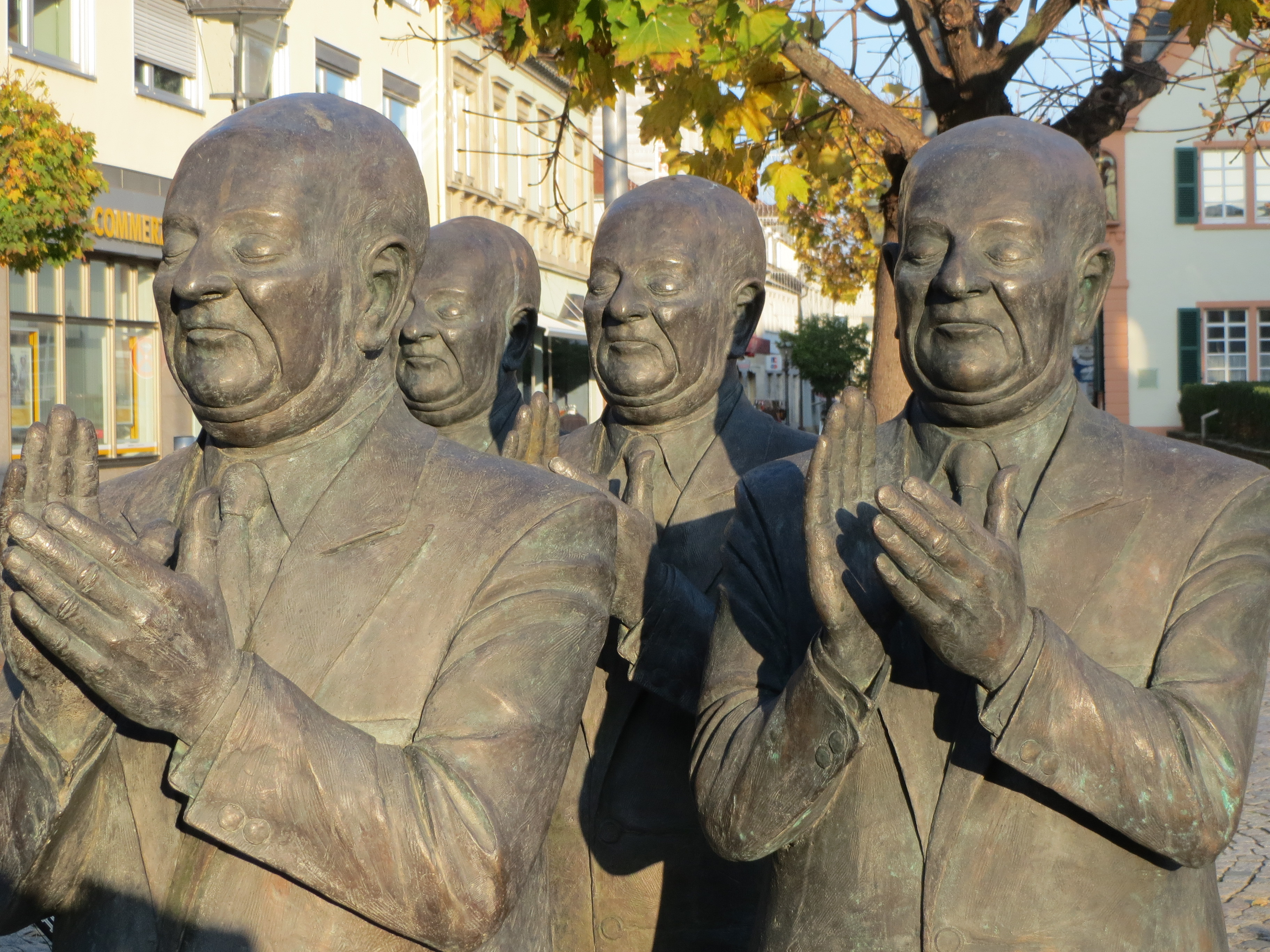
Socha znázorňující klaku

Klaka (z franc. claque) označuje organizovaný a placený potlesk nebo jinak vyjadřované umělé nadšení, které je využíváno zejména v divadlech. Obecně pak jakoukoli neupřímnou a předem sjednanou hromadnou podporu.
Moderní organizace placených tleskačů (klakerů) má svůj původ v Paříži, kde si už roku 1820 jakýsi podnikavý Sauton otevřel kancelář pro pojišťování dramatických úspěchů (assurance de succès dramatiques). Od té doby se rozšířila po všech evropských operních i jiných divadelních jevištích. Každá klaka má svého organizátora, který určuje kdy a jak silně je třeba vystupujícího umělce podpořit tleskáním, dupáním, voláním apod., čímž má být strženo zbývající obecenstvo. Kromě projevů nadšení ale může klaka působit také negativně a např. vypískat umělce, který za její služby odmítl zaplatit. Všeobecně byla klaka považována za negativní jev a často neúspěšně potlačována. Např. Gustav Mahler se ji pokusil po svém nástupu na místo ředitele opery ve Vídni v roce 1897 zcela zakázat, což se mu ale nepodařilo.